# Molen van Hochstenbach
De Molen van Hochstenbach is een voormalige watermolen op de Molenbeek te Sittard, gelegen aan Paardestraat 40.
Het was een onderslagmolen die fungeerde als oliemolen, en later nog als korenmolen.

## Geschiedenis
De molen werd gesticht door de Sittardse apotheker Jan Willem Hochstenbach. De in 1823 ingediende plannen stuitten op tegenstand van de omwonenden, maar in 1825 werd de toestemming toch verleend. De molen fungeerde als oliemolen en vermaalde tevens beenderen voor de productie van beenzwart voor Horstenbachs zwartselfabriek.
In 1853 werd de molen verkocht aan een leerlooier die het geheel tot korenmolen liet ombouwen en het U-vormige pand -met woonhuis en schuur- tot stand bracht dat er ook tegenwoordig nog staat. De klachten die in 1823 al werden geuit, waaronder ondergelopen kelders, bleken reëel en in 1891 verkocht de toenmalige eigenaar zijn waterrechten aan de gemeente. Het sluiswerk en de maalinrichting werden verwijderd, en ook het waterrad verdween. Het pand werd verkocht aan de Jezuïeten die het uitbaatten als boerderij. Ook tegenwoordig is het nog in gebruik als stadsboerderij.
Het geheel is geklasseerd als rijksmonument.